# Welterbe in Panama

Zum Welterbe in Panama gehören (Stand 2025) fünf UNESCO-Welterbestätten, darunter zwei Stätten des Weltkulturerbes und drei Stätten des Weltnaturerbes. Panama hat die Welterbekonvention 1978 ratifiziert, die erste Welterbestätte wurde 1980 in die Welterbeliste aufgenommen. Die bislang letzte Welterbestätte wurde 2025 eingetragen, eine Stätte steht auf der Liste des gefährdeten Welterbes.

## Welterbestätten
Die folgende Tabelle listet die UNESCO-Welterbestätten in Panama in chronologischer Reihenfolge nach dem Jahr ihrer Aufnahme in die Welterbeliste (K – Kulturerbe, N – Naturerbe, K/N – gemischt, (R) – auf der Roten Liste des gefährdeten Welterbes).
| Bild                                                                   | Bezeichnung                                                              | Jahr | Typ   | Ref. | Beschreibung |
| ---------------------------------------------------------------------- | ------------------------------------------------------------------------ | ---- | ----- | ---- | --- |
| Festungen auf der karibischen Seite von Panama: Portobello-San Lorenzo | Festungen auf der karibischen Seite von Panama: Portobello-San Lorenzo   | 1980 | K (G) | 135  | Die Befestigungen der Stadt Portobelo (Lage) an der karibischen Küste und das 43 km entfernt gelegene Fort San Lorenzo (Lage) Seit 2012 steht die Welterbestätte auf der roten Liste, da Umweltfaktoren, mangelnde Wartung und unkontrollierbaren Stadtentwicklung die Festungsanlagen bedrohen. Erfüllte Kriterien für Weltkulturerbe: i., iv. |
| Nationalpark Darién                                                    | Nationalpark Darién (Lage)                                               | 1981 | N     | 109  | Erfüllte Kriterien für Weltnaturerbe: vii., ix., x. |
| Reservate Talamanca-Gebiet – La Amistad / Nationalpark La Amistad      | Reservate Talamanca-Gebiet – La Amistad / Nationalpark La Amistad (Lage) | 1990 | N     | 205  | Erweiterung der 1983 aufgenommenen Welterbestätte Reservate Talamanca-Gebiet – La Amistad in Costa Rica. Erfüllte Kriterien für Weltnaturerbe: vii., viii., ix., x. |
| Nationalpark Coiba und seine Meeres-Sonderschutzzone                   | Nationalpark Coiba und seine Meeres-Sonderschutzzone (Lage)              | 2005 | N     | 1138 | Erfüllte Kriterien für Weltnaturerbe: ix., x. |
| Die koloniale Transisthmian-Route                                      | Die koloniale Transisthmian-Route                                        | 2025 | K     | 1582 | Die koloniale Transisthmus-Route von Panamá (Ruta Colonial Transístmica de Panamá) ist ein serielles Welterbe mit fünf Stätten, die teilweise bereits auf der Welterbeliste standen: Panamá Viejo und die Altstadt von Panama-Stadt (Welterbe-Ref. 790), die Festungen auf der karibischen Seite Panamas (Portobelo-San Lorenzo, Welterbe-Ref. 135), der Camino de Cruces und der Camino Real de Castilla de Oro Erfüllte Kriterien für Weltkulturerbe: ii., iv. |

### Als Welterbe gestrichene Stätten
| Bild                                                                         | Bezeichnung                                                                  | Jahr      | Typ | Ref. | Beschreibung |
| ---------------------------------------------------------------------------- | ---------------------------------------------------------------------------- | --------- | --- | ---- | --- |
| Archäologische Stätte Panamá Viejo und Historisches Viertel von Panama-Stadt | Archäologische Stätte Panamá Viejo und Historisches Viertel von Panama-Stadt | 1997–2025 | K   | 790  | Ruinenstadt Panamá Viejo (Lage), die älteste spanische Stadtgründung an der Pazifikküste und der historische Stadtkern ihrer Nachfolgersiedlung Casco Viejo (Lage). Aufgrund des Baus eines Viadukts, das die Altstadt beeinträchtigen könnte, steht seit 2015 eine Änderung der Grenzen der Welterbestätte auf der Tentativliste (Ref. 5970). 2025 wurde die Stätte jedoch in das neue Welterbe Die koloniale Transisthmian-Route (Ref. 1582) integriert. Erfülltes Kriterium für Weltkulturerbe: ? |

## Tentativliste
In der Tentativliste sind die Stätten eingetragen, die für eine Nominierung zur Aufnahme in die Welterbeliste vorgesehen sind.
Derzeit (2025) ist nur noch eine Stätte in der Tentativliste von Panama eingetragen seit 2015. Die folgende Tabelle listet die Stätten in chronologischer Reihenfolge nach dem Jahr ihrer Aufnahme in die Tentativliste.
| Bild                                                              | Bezeichnung                                                       | Jahr | Typ | Ref. | Beschreibung                                                                                            |
| ----------------------------------------------------------------- | ----------------------------------------------------------------- | ---- | --- | ---- | --- |
| Archäologisches Gelände und historisches Zentrum von Panama-Stadt | Archäologisches Gelände und historisches Zentrum von Panama-Stadt | 2015 | K   | 5970 | Vorschlag für modifizierte Grenzen der ehemaligen Welterbestätte (Ref. 790) aufgrund eines Viaduktbaus. |